# Max Maschke
Max Maschke (geboren 20. März 1869 in Kolberg, Deutschland; gestorben 15. April 1952 in São Paulo, Brasilien) war ein deutscher Augenarzt, der zwischen 1912 und 1931 auch als Filmproduzent und gelegentlich auch als Filmregisseur gearbeitet hatte.

## Leben und Wirken
Max Maschke besuchte in Berlin das Königstädtische Gymnasium, an dem er 1887 das Abitur ablegte. Anschließend begann er ein Medizinstudium und spezialisierte sich dann auf Augenheilkunde. Er ließ sich in Wolfenbüttel nieder, wo er praktizierte, heiratete Johanna Samson und bekam mit ihr im Dezember 1903 eine Tochter. Maschke ging später nach Berlin, wo er vorübergehend einen Berufswechsel vornahm und die Firma Luna-Film-Industrie gründete, die er im September 1913 in die Filmproduktionsfirma Luna-Film GmbH umwandelte.
Maschke-Produktionen waren zunächst überwiegend leichtgewichtige Komödien und Lustspiele, die anfänglich vor allem von dem Luna-Film-Hausregisseur Franz Hofer inszeniert wurden, ehe dieser kurz nach Ausbruch des Ersten Weltkriegs zu Oskar Messter wechselte. Anschließend arbeitete Maschke mit sehr unterschiedlichen Filmemachern wie beispielsweise Harry Piel, Walter Schmidthässler und Max Mack zusammen und stellte, der schweren Zeit entsprechend, in den verbleibenden 1910er Jahren sehr viel ernstere und dramatischere Stoffe her. Zuletzt führte Max Maschke auch mehrfach Regie. Im April 1919 gründete er mit Georg Lessing und Gustav Schwab die Luna-Film-Verleih GmbH. Im selben Jahr wurde er Geschäftsführer bei der Schaumann & Heymann GmbH in Mahlsdorf. Im Februar 1920 nahm Maschke eine Umwandlung in die Arena Film GmbH (1920–1937) vor und verlegte den Firmensitz nach Berlin. Er schied bei den Luna-Gesellschaften aus und gründete im Juni noch die kurzlebige Arena Film-GmbH KG. Nach zwei Filmen als Regisseur und Produzent übergab er die Geschäftsführung der Arena Film im Mai 1921 an den Schauspieler Otto Heegewaldt, der als Gesellschafter in die Firma eintrat. Gemeinsam mit Georg Maschke gründete er im November 1922 die Dr. Maschke & Co. GmbH (1922–1937). 1926 beteiligte sich Maschke an der Firma Chemo-Keramische GmbH bis zu deren Übernahme durch den Kaufmann Theodor Pacyna im November gleichen Jahres. Gegenstand des Unternehmens war die Herstellung und der Verkauf von Gebrauchs- und Kunstgegenständen aus Steinguss.
1930/31 stellte er mit dem Bergfilm Der Todesweg auf die Bernina den letzten deutschen Stummfilm her. Am 6. Dezember 1932 trat er aus der jüdischen Gemeinde Berlins aus, musste aber wenig später, mit dem Machtantritt der Nationalsozialisten, das Land verlassen. Der genaue Zeitpunkt seiner Emigration ist derzeit unbekannt, auch welchem Beruf er seitdem nachging. Zuletzt lebte Max Maschke im brasilianischen Exil, wo er auch verstarb.

## Filmografie
- 1913: Wer ist der Täter?
- 1913: Das rosa Pantöffelchen
- 1913: Hurrah! Einquartierung!
- 1913: Die schwarze Natter
- 1913: Die schwarze Kugel
- 1914: Das Liebesbarometer
- 1914: Ein seltsames Gemälde
- 1914: Der unsichtbare Zeuge
- 1914: Fräulein Piccolo
- 1914: Deutsche Helden
- 1914: Weihnachtsglocken 1914
- 1915: Kammermusik
- 1915: Doktor Holm (auch Drehbuch)
- 1915: Ein verliebter Racker
- 1915: Das Geheimnis von D 14
- 1915: Der Weg zur Sühne
- 1915: Salonpiraten
- 1915: Manya, die Türkin
- 1915: Im Banne der Vergangenheit
- 1916: Im Dienste der Wissenschaft (Dokumentarfilm, auch Regie)
- 1916: Geopfert …
- 1916: Der blonde Chauffeur
- 1916: Das Rätsel der Stahlkammer
- 1917: Das Legat
- 1917: Die Nichte aus Amerika
- 1917: Siegende Sonne. Die schwarze Gasse (auch Regie)
- 1918: Die Erbin
- 1918: Lola Montez
- 1918/19: Kain (4 Teile)
- 1919: Der Fürst der Nacht (auch Regie)
- 1919: Die Marquise von O.
- 1919: Der letzte Untertan
- 1920: Don Juan, Weib und Hölle (auch Regie)
- 1921: Der König von Golconda, 3 Teile (auch Regie)
- 1921: Das schüchterne Prinzesschen (nur Co-Regie)
- 1931: Der Todesweg auf die Bernina